# Philip Evergood
Philip Howard Francis Dixon Evergood (né Howard Blashki le 26 octobre 1901 à New York et mort le 11 mars 1973 à Bridgewater dans le Connecticut dans l'incendie de sa maison) est un peintre, graveur, lithographe, sculpteur et écrivain américain.
Très actif pendant la Grande dépression et la seconde Guerre mondiale, il voulait mettre sa peinture au service de son engagement social et a pour cela forgé un style très personnel et difficile à classer parmi les courants du XXe siècle,.